# Казанковский район

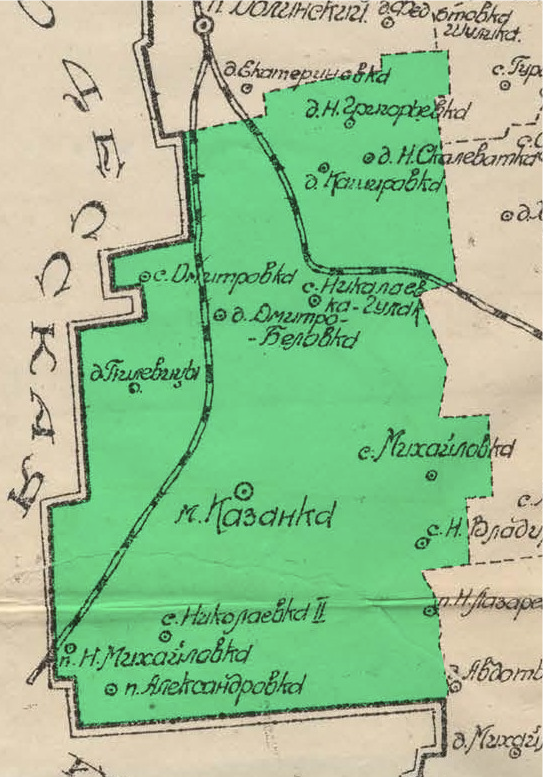
Казанковский район в границах 1925 года

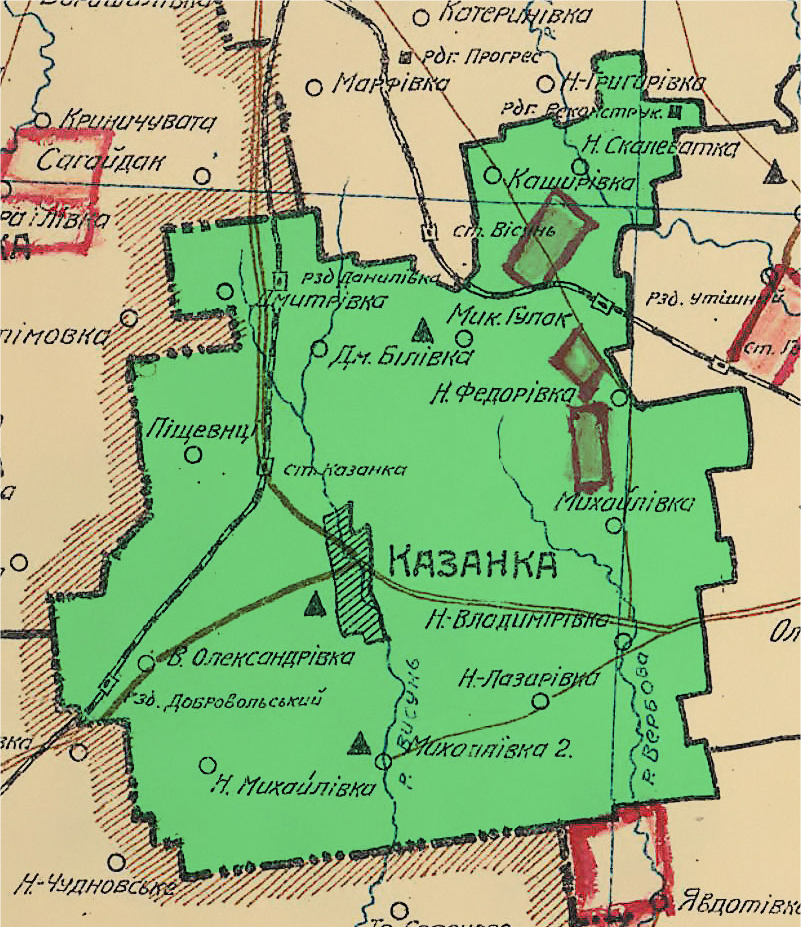
Казанковский район в границах 1935 года

Казанковский район (укр. Казанківський район) — упразднённая административная единица на северо-востоке Николаевской области Украины. Административный центр — посёлок городского типа Казанка.

## География
Площадь 1349 км².
Основные реки — Висунь.

## История
Район образован в 1923 году. 21 января 1983 года к Казанковскому району была присоединена часть территории упразднённого Владимировского района , Новобугского района  . 17 июля 2020 года в результате административно-территориальной реформы район был ликвидирован, его населённые пункты вошли в территорию Баштанского района Николаевской области.

## Демография
Население района составляет 18 970 человек (2019), в том числе в городских условиях проживают 6 972 человека.

## Административное устройство
Количество советов:
- поселковых — 1
- сельских — 17

Количество населённых пунктов:
- посёлков городского типа — 1
- сёл — 62
- посёлков сельского типа — 8

## Населённые пункты
Список населённых пунктов района находится внизу страницы
Ликвидированы:
- с. Александровка (укр. Олександрівка), Червонознаменский с/с, ликв. 27.05.2005 г.
- с. Веселовка (укр. Веселівка), ликв. в 1970-х годах
- с. Весёлый Гай (укр. Веселий Гай), ликв. 27.05.2005 г.
- с. Виноградовка (укр. Виноградівка), ликв. 23.12.1999 г.
- с. Вознесенка (укр. Вознесенка), ликв. в 1980-х годах
- с. Каменная Криница (укр. Кам'яна Криниця), ликв. в 1970-х годах
- с. Миргородка (укр. Миргородка), ликв. в 1980-х годах
- с. Новосергеевка (укр. Новосергіївка), ликв. в 1980-х годах
- с. Новосёловка (укр. Новоселівка), Лагодовский с/с, ликв. в 1980-х годах
- с. Новосёловка (укр. Новоселівка), Михайловский с/с, ликв. в 1970-х годах
- с. Орловец (укр. Орлівець), ликв. в 1980-х годах
- с. Садовое (укр. Садове), ликв. 23.12.1999 г.
- с. Тимофеевка (укр. Тимофіївка), ликв. в 1970-х годах
- с. Чабанка (укр. Чабанка), ликв. в 1980-х годах